# Lodovico Ferrari

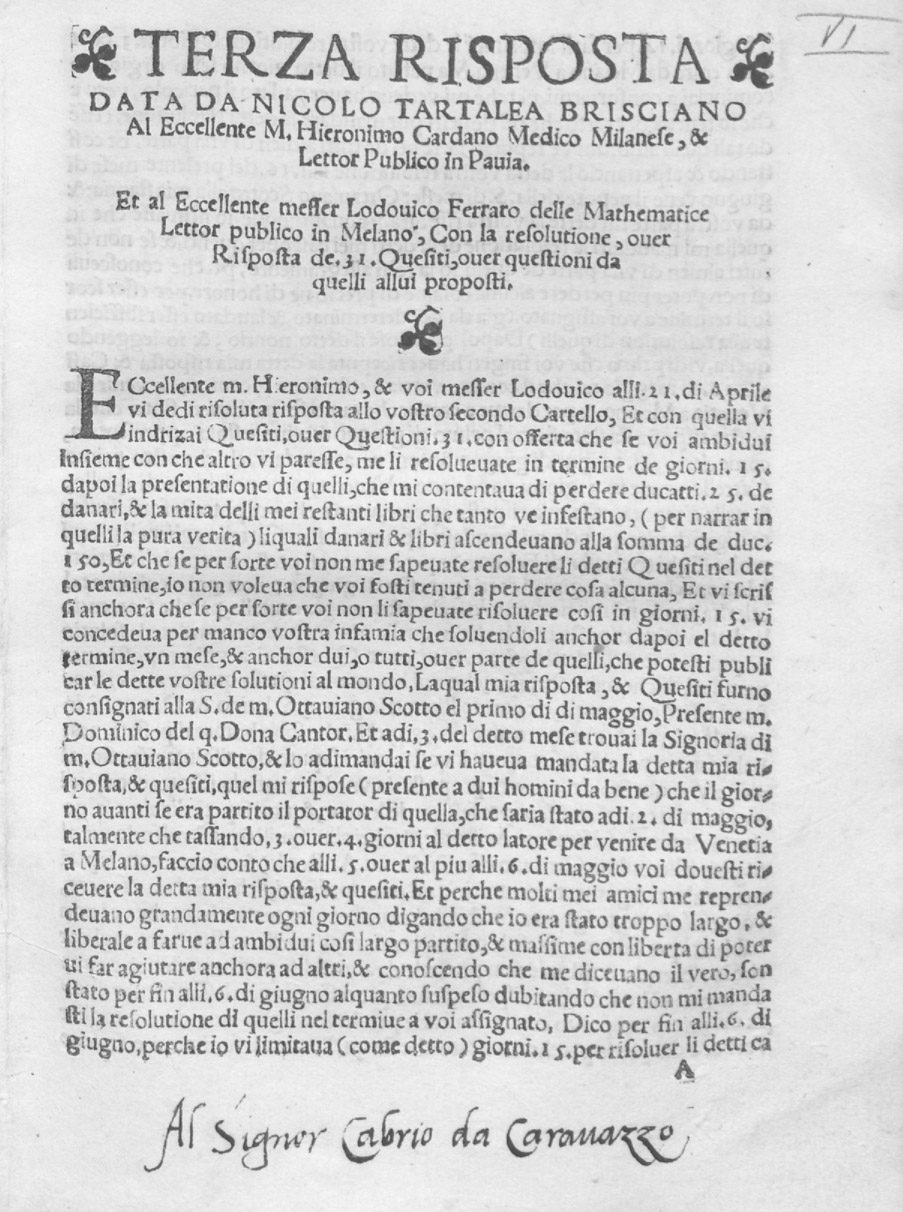
Niccolò Tartaglia, Terza risposta data a messer Hieronimo Cardano et a messer Lodovico Ferraro, 1547

Lodovico Ferrari (Bologna, 2 febbraio 1522 – Bologna, 5 ottobre 1565) è stato un matematico italiano.

## Biografia
Nato a Bologna, iniziò la sua carriera come assistente di Girolamo Cardano. Lodovico si rivelò estremamente intelligente, tanto che Cardano iniziò ad insegnargli la matematica.
Ferrari aiutò Cardano nella soluzione delle equazioni di terzo e quarto grado, e fu il maggiore responsabile della soluzione delle equazioni di quarto grado che Cardano pubblicò. Ancora adolescente, Lodovico riuscì ad ottenere una prestigiosa cattedra da insegnante su raccomandazione di Cardano, dopo che questi si era dimesso.
Si ritirò dall'attività relativamente giovane (aveva 43 anni) e abbastanza ricco.
Successivamente tornò a Bologna, dove ottenne una cattedra come insegnante di matematica nel 1565. Poco dopo morì di avvelenamento da arsenico bianco, forse assassinato da sua sorella.
Gli è stato dedicato un asteroide, 21331 Lodovicoferrari.